# Nokia C2-00
Nokia C2-00 — стільниковий телефон Nokia, випушений у 2010 році разом із Nokia X2-00. Є першою і основною із 9 моделей Nokia C2.

## Опис
Nokia C2-00 є моноблоком з розмірами 108х45х15 міліметрів та вагою 74 грами. Дана модель може мати чотири різні кольори корпусу: білий, сірий, пурпуровий та чорний. Лицьову сторону пристрою зробили з глянсового пластику, а навколо дисплея знаходиться широка срібляста рамка. Над ним розташований довгастий отвір розмовного динаміка. Під екраном перебуває пара софт-кнопок. Їх розмістили на окремій клавіатурі-вставці. Клавіші прийому та завершення дзвінка розташовані нижче. У центрі блоку софт-клавіш знаходиться чотирипозиційний джойстик. Він сріблястого кольору та нагадує квадратну рамку (центральна кнопка джойстика злегка втоплена). 

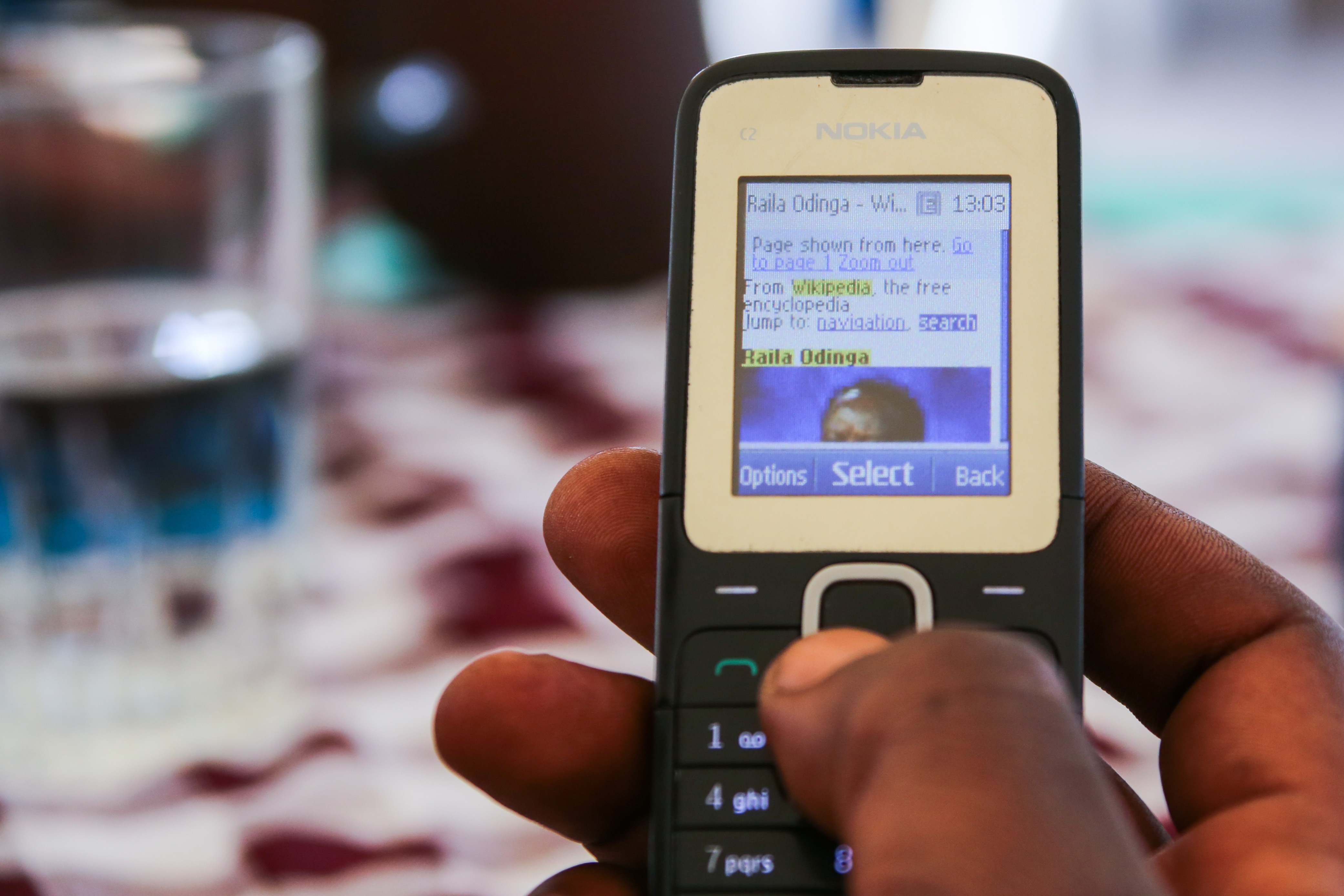
Nokia C2-00 у руці.

Верхній торець зайнятий стандартним 3.5мм гніздом для навушників, нижній має тільки отвір мікрофона. Ліва бічна поверхня майже порожня. Тут знаходиться лише кріплення для ремінця. Правий торець має інтерфейс microUSB, необхідний синхронізації з ПК. Трохи вище розташований 2 мм роз'єм для підключення зарядного пристрою. На цій же стороні знаходиться слот другої додаткової SIM-картки. Він підтримує гарячу заміну картки, для виконання цієї процедури вимикати телефон не потрібно. Слот прикритий пластиковою кришкою, що відкидається. Всі торці моделі та її тильна сторона виготовлені з пластику з практичною матовою текстурою. У верхній частині задньої кришки по центру знаходиться велика квадратна вставка із прозорої пластмаси, яка прикриває об'єктив 0,3 МП камери. Трохи вище праворуч розташовані отвори динамічного дзвінка.
На телефоні встановлено стандартну клавіатуру з традиційним розташуванням кнопок: чотири ряди по три кнопки. Між рядами є невеликий поділ у вигляді горизонтальної смуги. Клавіша «5» була доповнена невеликими насічками для спрощення навігації по клавіатурі наосліп. Символи на кнопках мають білий колір, такого ж кольору їхнє підсвічування.
Діагональ встановленої моделі TFT-матриці становить 1.8 дюйма. Екран має роздільну здатність 128х160 пікселів і може відображати 65000 кольорів. З такими параметрами якість зображення на ньому знаходиться на дуже низькому рівні: кольори бляклі, яскравість невисока, причому налаштувати її вручну не можна. У Nokia C2-00 встановлена 0.3-мегапіксельна камера без автофокусу та без спалаху. Максимальна роздільна здатність знімків становить 640х480 пікселів. Камера здатна знімати відео з роздільною здатністю 176х144 пікселів при 10 кадрах в секунду.
У телефоні є приблизно 45 мегабайт вбудованої пам'яті. Також підтримуються картки пам'яті microSD, обсяг яких може становити до 32 Гб.
У телефоні встановлено середнього об'єму літій-іонний акумулятор на 970 мАг. За даними виробника одного заряду вистачає на 4 години телефонної розмови або 400 годин роботи в режимі очікування.